# Estadio Tecnológico
Das Estadio Tecnológico war ein Fußballstadion mit Leichtathletikanlage in der mexikanischen Stadt Monterrey, Bundesstaat Nuevo León. Das Stadion befand sich auf dem Campus der Universität Instituto Tecnológico y de Estudios Superiores de Monterrey (ITESM), die auch Eigentümer des Baus war. 
Das hufeisenförmige und unüberdachte Estadio Tecnológico wurde am 17. Juli 1950 durch den damaligen mexikanischen Präsidenten Miguel Alemán Valdés eröffnet. Das ursprüngliche Fassungsvermögen war 19.000 Zuschauer. Heute bietet das Stadion 38.622 Sitzplätze.
Im Estadio Tecnológico bestritt der Fußballverein CF Monterrey seit der Saison 1950 seine Heimspiele. Auch das American-Football-Team der Borregos Salvajes del ITESM-Campus Monterrey (spanisch Wilde Schafe) bestritt hier seine Heimspiele in der mexikanischen American-Football-Liga ONEFA. Zusätzlich wurden Leichtathletik-Wettkämpfe ausgetragen. Gelegentlich wurde das Stadion auch für weitere Großveranstaltungen ohne sportlichen Charakter, wie Konzerte, genutzt.
1986 gehörte das Estadio Tecnológico zu den zwölf Stadien der Fußball-Weltmeisterschaft. Zuvor war es eines von acht Spielstätten der Junioren-Fußballweltmeisterschaft 1983.
Das Stadium wurde abgerissen und 2019 durch das in unmittelbarer Nachbarschaft errichtete 10.000 Zuschauer fassende Centro Deportivo Tecnologico ersetzt. Es dient seitdem als Heimstätte für das Team der Borregos Salvajes.
Bereits im August 2015 zog der CF Monterrey in das mit über 50.000 Plätzen neu erbaute Estadio BBVA Bancomer um, das am 2. August 2015 offiziell eröffnet wurde.